# Ułukulewo
Ułukulewo (ros. Улукулево) – wieś (dieriewnia) w Rosji, w Baszkortostanie, w rejonie karmaskalińskim. W 2010 liczyła 4546 mieszkańców.